# Погоріла
Погорі́ла — село в Україні, у Теплицькій селищній громаді Гайсинського району Вінницької області. Населення становить менше 600 осіб. До 2020 центр Погорільської сільської ради, до складу якої входило також село Кизими.

## Географія
Село Погоріла розташоване на витоці струмків, які формують річку Удич, у південно-східній частині області на межі Черкаської та Вінницької областей. З північного, східного і південного боків, село оточене лісовими масивами Черкаської області. До залізничної станції Христинівка — 25 км.

## Історія

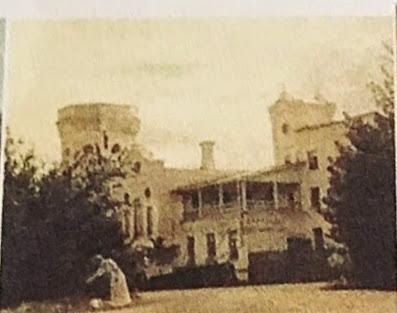

У XVI ст. на цих землях стояв могутній дубово-липовий ліс. І доходив він аж до самої річки Лісової. Вподобав це мальовниче і безлюдне місце гайдамака-кочівник молдовський козак Кизима. Спочатку село називалось Романівка. Після «руїни» (другої половини 17 ст.) стала називатися Погоріла. Слід відзначити, що в той час було два населених пункти: нижча Погоріла(зараз с. Удич) і вища Погоріла.
Вища Погоріла належала польському орендарю Самуілу Поповичу. На території села Погорілої Павлом Сичинським знайдено один з найбільших скарбів срібних монет 1- 11ст. періоду Імператора Римської Імперії Доміціана.
В 1657 році було зведено з дуба п'ятиглаву церкву святої Покрови, яка достояла аж до часів войовничого атеїзму.
12 червня 2020 року, відповідно розпорядження Кабінету Міністрів України № 707-р «Про визначення адміністративних центрів та затвердження територій територіальних громад Вінницької області», село увійшло до складу Теплицької селищної громади.

19 липня 2020 року, в результаті адміністративно-територіальної реформи і ліквідації Теплицького району, село увійшло до складу Гайсинського району.

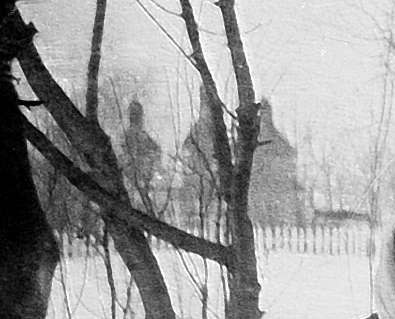
світлина Покровської церкви в селі Погоріла

## Видатні особи

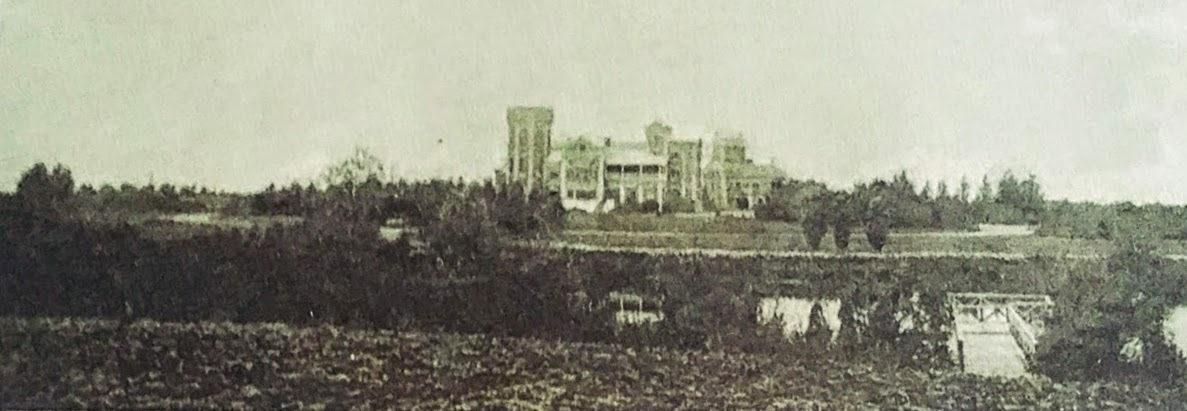
Світлина маєтку в селі Погоріла

- Самуїл Попович

## Сьогодення
До села підведено природний газ. Більшість житлових будинків газифіковані.